# Franz Wagner (Fußballspieler, 1911)
Franz Wagner (* 23. September 1911; † 8. Dezember 1974 in Wien) war ein österreichischer Fußballspieler.

## Spielerkarriere

### Vereine
Wagner spielte bis kurz vor seinem 20. Lebensjahr für den Vienna Cricket and Football-Club Fußball, bevor er von 1931 bis 1943 und von 1945 bis 1949 für den SK Rapid Wien in der höchsten österreichischen Spielklasse aktiv war. In dieser Zeit gewann er sechsmal die österreichische und einmal die deutsche Meisterschaft sowie je einmal den österreichischen und deutschen Vereinspokal. Von 1943 bis 1945 spielte er für den LSV Markersdorf. Sein Ligadebüt für den SK Rapid Wien gab er am 10. Mai 1931 (16. Spieltag) beim 4:3-Sieg im Heimspiel gegen Austria Wien. Sein einziges Punktspieltor erzielte er am 25. September 1932 (5. Spieltag) beim 4:1-Sieg im Auswärtsspiel gegen Wacker Wien. Auf internationale Vereinsebene kam er mit der Mannschaft in Spielen um den Mitropapokal 1934 und 1935 sechsmal zum Einsatz.

### Nationalmannschaft
Von 1933 bis 1936 kam er 18 Mal in der österreichischen Nationalmannschaft zum Einsatz. Er gehörte zum Aufgebot bei der Weltmeisterschaft 1934 in Italien, bei der er in vier Turnierspielen zum Einsatz kam und im Spiel um Platz 3 der Auswahl Deutschlands mit 2:3 unterlag.
Von 1938 bis 1942 absolvierte er drei Länderspiele für die deutsche Nationalmannschaft. Sein Debüt gab er am 25. September 1938 in Bukarest beim 4:1-Sieg über die Nationalmannschaft Rumäniens. Vier Jahre später kam er am 18. Jänner 1942 in Agram, beim 2:0-Sieg über die Auswahl Kroatiens, und am 1. Februar 1942 in Wien, bei der 1:2-Niederlage gegen die Auswahl der Schweiz, zum Einsatz.
Er gehörte zum Aufgebot der deutschen Nationalmannschaft, die an der vom 4. bis 19. Juni 1938 in Frankreich ausgetragenen Weltmeisterschaft teilnahm, wo er jedoch nicht zum Einsatz kam. Seine Mannschaft schied zudem bereits im Achtelfinale bzw. dem notwendig gewordenen und mit 2:4 gegen die Auswahl der Schweiz verlorenen Wiederholungsspiel aus dem Turnier aus.

## Trainerkarriere
Nach seiner aktiven Laufbahn blieb er dem SK Rapid Wien als Nachwuchstrainer treu und übernahm in der Saison 1955/56 auch für einige Monate die Betreuung der Kampfmannschaft, womit er Anteil am Meistertitel hatte. Ende der 1950er-Jahre trainierte er die Jugend des Wiener AC. Er wurde am Wiener Zentralfriedhof bestattet.

## Erfolge
- Österreichischer Meister 1935, 1938, 1940, 1941, 1946, 1948
- Österreichischer Pokalsieger 1946
- Deutscher Meister 1941
- Deutscher Pokalsieger 1938